# Macromia katae
Macromia katae är en trollsländeart som beskrevs av Wilson 1993. Macromia katae ingår i släktet Macromia och familjen skimmertrollsländor. IUCN kategoriserar arten globalt som sårbar. Inga underarter finns listade i Catalogue of Life.